# Condado de Polk (Arkansas)
El condado de Polk (en inglés: Polk County), fundado en 1844, es un condado del estado estadounidense de Arkansas. En el año 2000 tenía una población de 20 229 habitantes con una densidad poblacional de 9.09 personas por km². La sede del condado es Mena.

## Geografía
Según la Oficina del Censo, el condado tiene un área total de 2233 km² (862,2 mi²), de la cual 2225 km² (859,1 mi²) es tierra y 8 km² (3,1 mi²) es agua.

### Condados adyacentes
- Condado de Scott (norte)
- Condado de Montgomery (este)
- Condado de Howard (sureste)
- Condado de Sevier (sur)
- Condado de McCurtain, Oklahoma (suroeste)
- Condado de Le Flore, Oklahoma (noroeste)

### Ciudades y pueblos
- Cove
- Grannis
- Hatfield
- Ink
- Mena
- Vandervoort
- Wickes

## Mayores autopistas
- U.S. Highway 59/U.S. Highway 71
- U.S. Highway 270
- U.S. Highway 278
- Carretera 4
- Carretera 8
- Carretera 84
- Carretera 88